# Портфель проектов
Портфель проектов (англ. project portfolio) — это набор проектов, программ проектов и других работ, объединенных вместе для достижения более эффективного управления и обеспечения выполнения стратегических целей организации.

## Элементы портфеля проектов
Элементы (компоненты) портфеля проектов — это составляющие портфеля: проекты, программы, субпортфели (подпортфели). Элементы портфеля могут быть независимы друг от друга в отличие от проектов, входящих в программу, а сам портфель может включать подпортфели проектов.
Все компоненты портфеля должны иметь следующие характеристики:
- Отражать существующие или потенциальные инвестиции компании
- Соответствовать целям и задачам компании
- Иметь такие отличительные особенности, которые позволяли бы группировать их для более эффективного управления
- Поддаваться количественному определению

## Сравнение проектов, программ и портфелей
| Проекты | Программы | Портфели проектов |
| --- | --- | --- |
| Для проектов характерен узкий масштаб с определёнными составляющими.                                        | Для программ характерен широкий масштаб, которой может быть изменён, чтобы оправдать ожидания организации. | Для портфелей характерна деловая область, которая изменяется со стратегическими целями организации                         |
| Менеджер проекта старается свести изменения к минимуму                                                      | Руководитель программы проектов вынуждены ожидать изменения и даже принимать их | Руководители портфеля проектов постоянно отслеживают изменения в окружающей среде                                          |
| Успех измеряется соответствием бюджету, временным ограничениям и доведению продукта до желаемого результата | Успех измеряется в терминах рентабельности инвестиций (ROI), новыми способностями и получением выгод | Успех измеряется в терминах совокупного результата составляющих портфеля                                                   |
| Стиль лидерства: лидер сосредотачивается на постановке задачи и фокусировании на критериях успеха           | Стиль лидерства: лидер сосредотачивается на управлении отношениями и разрешении конфликтов. Руководитель программы проектов должен уметь облегчать и регулировать политические аспекты взаимоотношений с заинтересованными сторонами | Стиль лидерства должен помогать в принятии решений по портфелю проектов                                                    |
| Менеджеры проекта управляют техническим персоналом, специалистами, и т. д.                                  | Руководители программы проектов управляет менеджерами проектов | Руководители портфеля проектов могут руководить штатом управления портфелем проекта или координировать его деятельность    |
| Менеджеры проекта — игроки команды, которые мотивируют использование знаний и навыков участников            | Руководители программы проектов — лидеры, обеспечивающие видение и лидерство | Руководители портфеля проектов — лидеры, обеспечивающие способность проникновения в суть и синтез                          |
| Менеджеры проекта проводят детализированное планирование для управления выполнения продукта проекта         | Руководители программы проектов создают планы более высокого уровня, показывающие, как управлять проектами, для которых есть детализированные планы                                                                                  | Руководители портфеля проектов создают и поддерживают необходимый процесс и коммуникации относительно совокупного портфеля |
| Менеджеры проекта контролируют и управляют задачами и работой производства продуктов проектов               | Руководители программы проектов контролируют проекты и текущую работу через структуры управления | Руководители портфеля проектов контролируют совокупную работу и оценивают показатели                                       |

## Управление портфелем проектов
Управление портфелем проектов — централизованное управление одним или несколькими портфелями, включающее в себя идентификацию, определение приоритетов, авторизацию, управление и контроль выполнения проектов, программ и других работ для достижения определенных стратегических целей компании.
Процедура управления портфелем проектов существенно отличается от управления одним проектом, она, по сути, является процедурой более высокого уровня и имеет иные цели и средства их достижения.

## Процессы управления портфелем проектов
Процессы управления портфелем проектов делятся на две группы: группа процессов «Выравнивания» (Aligning Process Group) или формирования портфеля и группа процессов «Мониторинга и контроля» (Monitoring Process Group).
Aligning Process Group:
- Идентификация проектов,
- Категоризация проектов,
- Оценка проектов (Evaluation),
- Отбор проектов,
- Определение приоритетов (Prioritization),
- Балансирование портфеля (Portfolio Balancing)
- вторизация проектов (Authorization).

Monitoring Process Group:
- Пересмотр портфеля и составление отчетов (Portfolio Reporting and Review)
- Стратегические изменения (Strategic Change)

## Программное обеспечение управления портфелем проектов
Современный рынок программного обеспечения управления портфелем проектов (PPM Tools) динамично развивается. По данным на апрель 2008 года активно рекламировались 62 программных продукта. Современные PPM решения позволяют централизованно управлять одним или нескольких портфелями проектов. Их функциональность позволяет провести идентификацию, приоритезацию, авторизацию, управление и контроль проектов, программ, и других связанных работ для достижения определенных стратегических целей бизнеса.

## Портфельный анализ
Портфельный анализ, или оценка эффективности портфеля — составляющая инвестиционного процесса, заключающаяся в периодическом анализе функционирования портфеля в терминах доходности и риска.

## Портфельные риски
Портфельный риск — неопределенное событие или условие, которое оказывает положительный либо отрицательный эффект на, как минимум, одну из стратегических целей портфеля.